# Czech

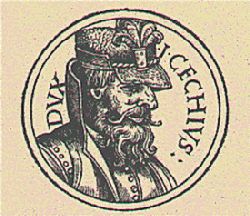
Czech

Czech (cz. Praotec Čech, łac. Bohemus) – protoplasta Czechów według kroniki Kosmasa, a także postać z legendy o Lechu, Czechu i Rusie.

## Informacje źródłowe

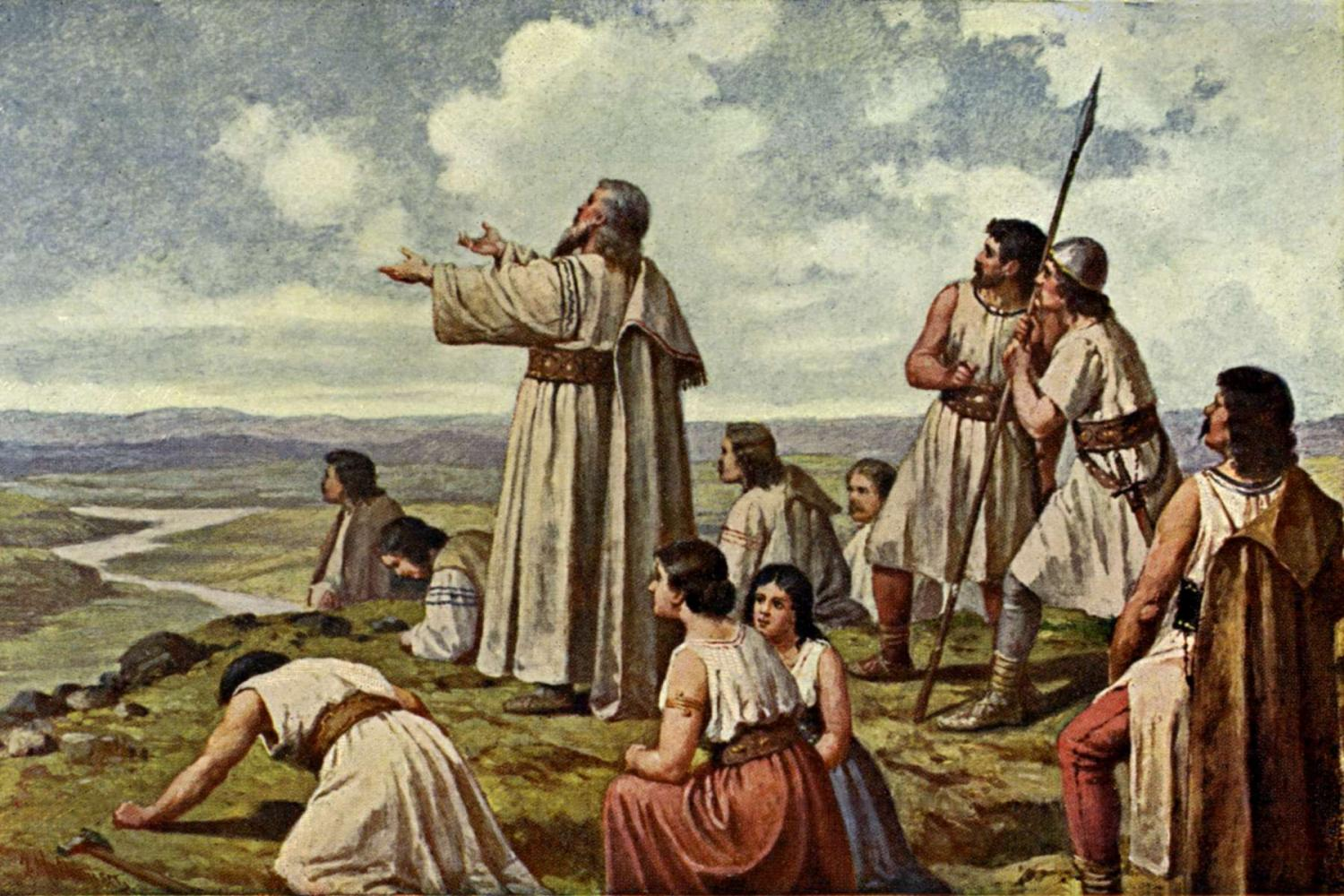
Praojciec Czech na górze Říp

Wymieniony po raz pierwszy w Kronice Czechów Kosmasa z Pragi jako Bohemus. Kosmas nie podał jego rodowodu ani pochodzenia. Miał on wkroczyć ze swoim ludem do niezamieszkanego wówczas kraju nazwanego jego imieniem, gdzie się osiedlił. Według Kosmasa założył pierwszy gród na górze Říp, gdzie ustanowił kult przyniesionych ze sobą z ojczyzny bóstw.
Według Kosmasa następcą Bohemusa miał być Krok, który według Roczników z Hradiště-Opatovice był jego synem. Z kolei według XIV-wiecznej Kroniki Dalimila Bohemus przybył do Czech wraz z drużyną i sześcioma braćmi z Karyntii, skąd został wygnany za zabójstwo. XVI-wieczny kronikarz Václav Hájek obliczył datę zasiedlenia Czech przez Bohemusa na 644, zaś jego śmierci na 661 rok. Czesi w późniejszych podaniach odrzucili historycznego księcia Czech Lecha, zmieniając go ustawicznie na Becha, by dopasować go do eponimu Bech – „praojciec Bohemów, Czechów”.
Według polskiej Kroniki wielkopolskiej Czech był młodszym bratem Lecha i Rusa, którzy przybyli z Panonii. W późniejszej, czeskiej wersji tej legendy, Rus już nie występuje.